# Chiesa di Sant'Agnese (Milano, 1955)
La chiesa di Sant'Agnese è una chiesa di Milano, posta alla periferia nord-occidentale della città, nel quartiere di Vialba.

## Storia
La costruzione della chiesa venne prevista nell'ambito di un piano particolareggiato di attuazione del PRG del 1953, che prevedeva l'edificazione nella zona di alcuni isolati di edilizia popolare.
L'edificio, progettato da Amos Edallo e Antonello Vincenti, venne costruito nel 1955.
In seguito alla trasformazione urbanistica della zona, iniziata negli anni novanta del XX secolo, il rapporto della chiesa con l'intorno si è molto modificato: precedentemente essa rappresentava il centro del quartiere, oggi al contrario si trova in un'area marginale.

## Caratteristiche
La chiesa, a navata unica, possiede una pianta a croce latina d'impianto tradizionale.
La facciata è fortemente caratterizzata dalla presenza di sei pilastri in calcestruzzo armato, raccordati da una trave, che schermano la parete interna, su cui è posto un grande affresco con scene della vita della Santa, opera di Neonato Nicolò.
Le pareti laterali sono scandite dai pilastri che sostengono la struttura, e dalle falde del tetto, longitudinali rispetto alla navata. Due portici collegano la chiesa ai locali parrocchiali, delimitando due spazi raccolti sistemati a giardino.
L'interno è sobrio, e anch'esso scandito dal ritmo dei pilastri strutturali. L'illuminazione proviene dalle vetrate poste sotto le falde del tetto e da quelle laterali all'altare.